# SN 1997J
SN 1997J – supernowa typu Ia odkryta 5 stycznia 1997 roku w galaktyce A074117+0933. Jej maksymalna jasność wynosiła 23,25m.